# Vile (film)
Pour les articles homonymes, voir Vile.
Pour plus de détails, voir Fiche technique et Distribution.
Vile est un film américain réalisé par Taylor Sheridan, sorti en 2011.

## Synopsis
Plusieurs personnes se retrouvent emprisonnées dans une maison pendant 24 heures. Ils vont alors être contraints de s'infliger mutuellement de la douleur.

## Fiche technique
Sauf indication contraire, les informations mentionnées dans cette section peuvent être confirmées par la base de données cinématographiques IMDb,  présente dans la section « Liens externes ».
- Titre : Vile
- Réalisation : Taylor Sheridan
- Scénario : Eric Jay Beck et Roy Kowsaluk
- Photographie : Stewart Yost
- Décors : Peggy Paola
- Montage : Sherrie Henderson et Dan Velez
- Costumes : Erin Tanaka
- Production : Eric Jay Beck, Noël K. Cohan, Tina Pavlides et Kelly Andrea Rubin
- Sociétés de production : Outsider Pictures, Tony-Seven Films et Vile Enterentemaint
- Sociétés de distribution : Inception Media Group
- Pays d'origine :  États-Unis
- Langue originale : anglais
- Genre : horreur
- Durée : 88 minutes
- Date de sortie :
  -  États-Unis : 26 août 2011 (Film4 FrightFest) ; 24 juillet 2012 (sortie nationale)

## Distribution
- April Matson : Tayler
- Akeem Smith : Tony
- Greg Cipes : Sam
- Eric Jay Beck : Nick
- Elisha Skorman : Kai
- Heidi Mueller : Lisa
- Maya Hazen : Tara
- Rob Kirkland : Greg
- McKenzie Westmore: Diane
- Ian Bohen : Julian
- Kieron Elliott : Thomas
- Mark Hengst : Chuck
- Maynard James Keenan : agent spécial Ford (pas dans le film)